# يوروكوبتر تايغر
يوروكوبتر تايغر (تسمية الشركة إي سي 665 EC 665) وهي مروحية هجومية تصنع من قبل شركة يوروكوبتر. وتسمى في ألمانيا باسم Tiger، أما في فرنسا وإسبانيا باسم Tigre.

## التطوير
أصدرت فرنسا وألمانيا الغربية عام 1984 طلبا لمروحية حربية متعددة الأدوار. تم اختيار مشروع مشترك متألف من إيروسباسيال وإم إم بي كالمزودين المفضلين. وبسبب ارتفع التكلفة تم إلغاء البرنامج عام 1986، ولكن استؤنف عام 1987. وفي وقت لاحق، في نوفمبر 1989، تلقت شركة يوروكوبتر عقدا لتصنيع خمسة نماذج أولية. ثلاثة منها نماذج غير مسلحة ونموذجان مسلحان: الأول للبديل الألماني المضاد للدبابات، والثاني للبديل الفرنسي كمروحية مرافقة.
حلق أول نموذج أولي في أبريل 1991. عندما تم دمج إيروسباسيال وإم إم بي إضافة إلى شركات أخرى عام 1992 لتشكل يوروكوبتر غروب، حُوّل البرنامج أيضا. بدأ الإنتاج المتسلسل في مارس 2002 وحلقة أول مروحية منتجة من طراز إتش إيه بي للجيش الفرنسي في مارس 2003. تسلمت فرنسا أول ثمانية مروحيات في سبتمبر 2003.
وفي نهية عام 2003 بدأت ألمانيا استلام 80 مروحية من الطراز يو إتش تي مروحية الدعم القتالية للمكتب الاتحادي لتكنولوجيا الدفاع والمشتريات.

## التصميم
تتمتع المروحيه يوروكوبتر تايغر بان لها تصميم يشبه المروحيات الهجوميه.

هيكل المروحيه مصنوع بشكل كبير من المواد المركبة «يتكون من 80% الياف كاربون مقوى بالبوليمر والكيفلار ومعززه بالالمنيوم والتيتانيوم بنسبه 20%» ويؤمن بقائيه كبيره في ساحات المعارك الحديثه وتعتبر أول مروحيه في أوروبا مصنوعه بشكل شبه كامل من المواد المركبة.

مقصوره الطاقم زجاجيه وتتكون من مقعدين متتابعين، الطيار يجلس في المقعد الامامي والرامي يجلس في المقعد الخلفي.

ويستطيع أي فرد من الطاقم التحكم بالمروحيه كليا إذا شاءت الظروف.

تتمتع المروحيه يوروكوبتر تايغر بمروحه رئيسيه من اربع شفرات.

تتمتع مروحيه يوروكوبتر تايغر بقدراتها العاليه على البقائيه، فهي قادره على العمل في الاجواء القاسيه كما انها تعمل ليلا أو نهارا.

تتمتع المروحيه أيضا بخواص شبحيه، حيث تم تقليل بصمتها البصريه والراداريه والحراريه لتقليل احتماليه كشفها واستهدافها من قبل العدو في ساحات المعركة.

يمتاز بدن المروحيه يوروكوبتر تايغر بانه مدرع ومصنوع من مواد مركبه وهو قادر على الصمود للاطلاقات المعاديه عيار 23 ملم.

كما تحمل المروحيه اجهزه انذار وتحذير راداريه/ليزريه من الصواريخ المقتربه وهو نظام AN/AAR-60 MILDS من إنتاج شركة.

تحمل المروحيه مستودعات لاطلاق المشاعل والرقائق الحراريه التي تعمي الصواريخ الموجهه.

ذيل المروحيه مصنوع من قطعه واحده متناسقه من المواد المركبة.

كما تم تصميم المروحيه بحيث تكون قادره على الصمود من اضرار الضربات المعاديه أو تصادم الطيور.

## الالكترونيات
احد أهم الامور التي تم تجهيز المروحيه بها هي:

- نظام اداره المعركة وعرض الخرائط نوع EUROGRID .

- انظمه اتصالات متكامله «راديويه وبالاقمار الصناعيه».

- وصله لتحويل المعلومات.

- نظام سيطره على اطلاق النار رقمي كليا.

- نظام رقمي للتحكم بطيران المروحيه.

- عدد اثنين كومبيوتر للمهام من اجل السيطرة على الاسلحه والمتحسسات ولاغراض التهديف.

- نظام ملاحه جوي متكامل GPS.

- رادر دوبلر.

- متحسسات لسرعه الهواء.

- متحسسات بالاشعه تحت الحمراء في انف الطائرة تمكن الطيار من القيادة ليلا.

- كل فرد من الطاقم يمتلك امامه شاشات من الكريستال السائل متعدده المهام تعرض المعلومات الداخليه لانظمه المروحيه وتعرض عمل المتحسسات.

- نظام HAD أو Helmet Mounted Display متوفر لكلا الطيارين ويوفر بيانات الطيران الاساسيه ويؤمن قدرات بصريه للطيار مثل النظر ليلا.

- متحسسات ORSIS متصله بكاميرات تلفزيونيه وحراريه.

- نظام ليزري لقياس المسافة وللمتابعه وللتهديف.

## المهام
تتمتع مروحيه يوروكوبتر تايغر بقدرتها على القيام بطيف واسع من المهام مثل:

- مروحيه هجوميه «مضاده للدبابات وللدعم الارضي».

- مروحيه استطلاع ومراقبة.

- مروحيه مرافقه وحماية.

- مروحيه بحريه حيث انها قادره على الإقلاع من سطح السفن.

## التسليح
خصوص التسليح فالمروحيه تحمل طيفا واسعا من الاسلحه «جو-ارض» أو «جو-جو» وكالتالي:

- رشاش عدد 1 عيار 30 ملم نوع GIAT ويحمل 450 اطلاقه ويقع تحت انف المروحيه.

نقاط التعليق «الداخليه»:

- بود رشاش واحد عيار 20 ملم

-بود صواريخ غير موجهه تحمل 22 صاروخ عيار 68 ملم نوع SNEB.

- بود يحمل صواريخ غير موجهه تحمل 19 صاروخ عيار 70 ملم نوع هيدرا 70.

- 4 صواريخ هيلفاير «النسخة الاستراليه أو الفرنسيه».

- 4 صواريخ Spike-ER «النسخة الاسبانيه».

- 4 صواريخ PARS 3 LR «النسخة الالمانيه».

- 4 صواريخ هوت 3 «النسخة الالمانيه».

نقاط التعليق«الخارجيه»:

- 2 صواريخ Mistral جو-جو.

- بودات صواريخ غير موجهه عيار 68 ملم نوع SNEB تحمل 12 صاروخ.

- بودات صواريخ غير موجهه عيار 70 ملم نوع هيدرا 70 تحمل 7 صواريخ.

## النسخ
النسخة Tiger UH: وتدعى أيضا UHT وهي مروحيه متوسطه متعددة المهام صنعت خصيصا لسلاح الجو الألماني والذي سيقتني 57 مورحيه من هذه النسخة
تحمل هذه النسخة صواريخ PARS 3 LR «أطلق وانس» أو صواريخ هوت 3 الموجهه المضادة للدروع كما تحمل بودات صواريخ غير موجهه عيار 70 ملم نوع هيدرا 70.

تحمل هذه النسخة صواريخ ستينجر المضاده للطائرات وبواقع 4 صواريخ «صاروخين من كل جهه».

تحمل المروحيه عند اللزوم رشاش عيار 12.7 ملم.

النسخة Tiger HAP: وهي النسخة الفرنسيه وتحمل رشاش GIAT عيار 30 ملم وبود رشاش عيار 20 ملم كما تحمل صواريخ Mistral وبودات صواريخ غير موجهه عيار 68 ملم نوع SNEB .

النسخة Tiger HAD: وهي النسخة الاسبانية وهي مشابهه كثير للنسخه HAP لكنها ملائمه للاجواء الحارة كما انها مزوده بمحرك اقوى ب 14% من المحرك الاصلي
ستزود بصواريخ هيلفاير 2 وصواريخ Spike-ER المضادة للدروع.

النسخة Tiger ARH: وهي نسخه الاستطلاع والمراقبة والمخصصه لسلاح الجو الأسترالي وهي نسخه محدثه عن ال HAP ومزوده بمحرك اقوى يمكن لهذه النسخة ان تحمل صواريخ هيلفاير 2 أو بودات صواريخ عيار 70 ملم.

## طلبات التصدير
في ديسمبر 2001، منحت اليوروكوبتر عقد تصنيع 22 مروحية من الطراز إيه آر إتش (Armed Reconnaissance Helicopter مروحية استطلاعية مسلحة). عين موعدا لتسليم أول مروحية إيه آر إتش لتدخل الخدمة عام 2004. سيتم تجميع 18 من 22 مروحية في مصنع بريزبان التابع للطيران الأسترالي، الفرع المحلي لشركة يوروكوبتر في أستراليا.
في سبتمبر 2003، اختارت إسبانيا نوع إتش إيه دي من الطراز إتش إيه بي مروحية الدعم القتالية للجيش الإسباني. عين موعدا لتسليم المروحية في 2007-2008.